# Han Seung-soo
Han Seung-soo (Chuncheon, Gangwon-do, Coreia do Sul, 28 de dezembro de 1936) é um economista, diplomata e político coreano. Foi primeiro-ministro da Coreia do Sul entre 2008 e 2009. Anteriormente foi Presidente da Assembleia Geral das Nações Unidas entre 2001 e 2002.

## Educação
Han recebeu seu diploma de bacharel pela Universidade Yonsei em 1960. Ele obteve seu título de mestre na Universidade Nacional de Seul em 1963 e seu doutorado em economia pela Universidade de York em 1968. Ele passou a ocupar vários cargos de professor no Reino Unido e na Coreia do Sul.

## Carreira política e diplomática

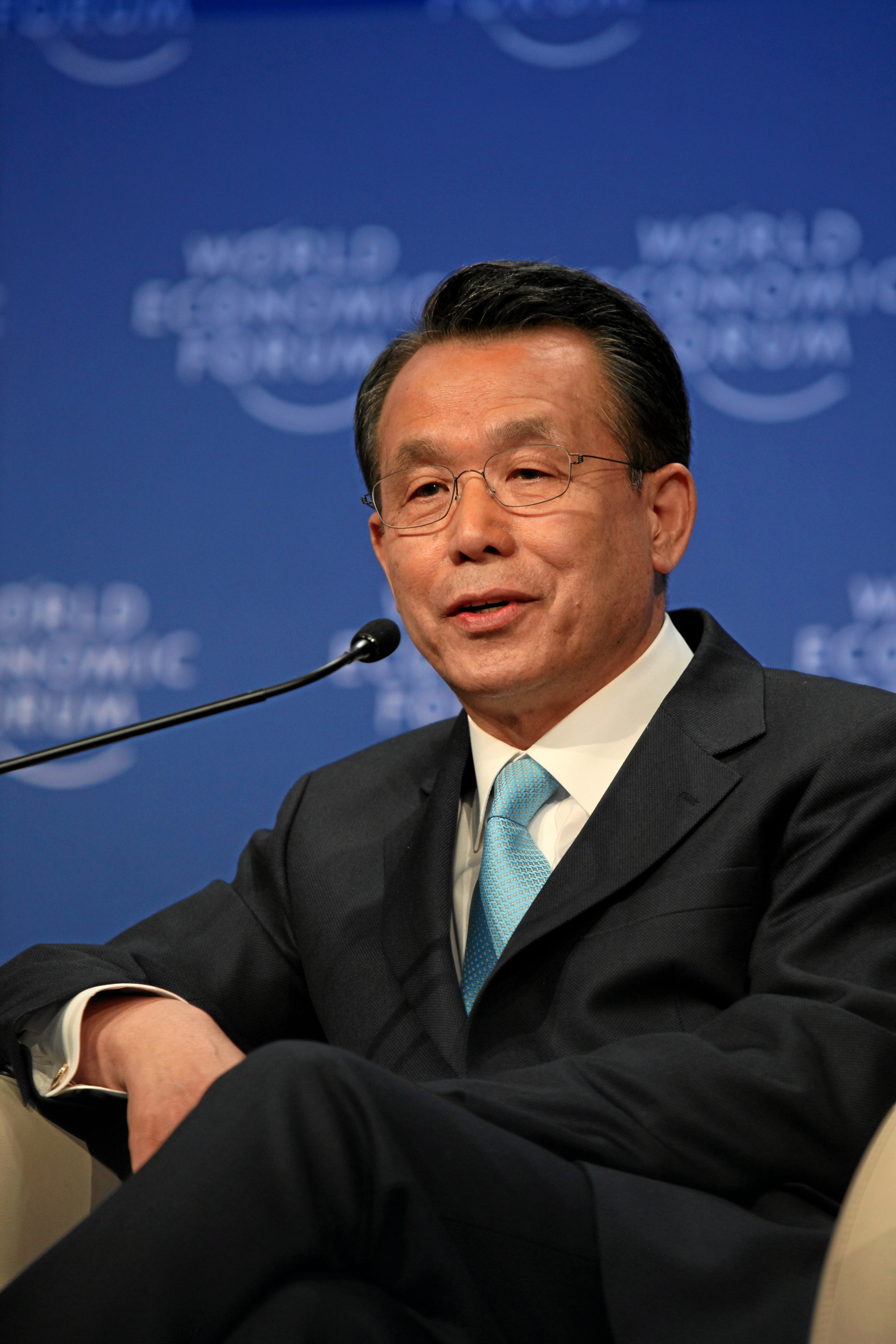
Hang Seung-soo em evento do Fórum Econômico Mundial de 2009

Ele foi eleito pela primeira vez para a Assembleia Nacional em 1988. Ele foi embaixador na Estados Unidos 1993-1994, secretário-chefe presidencial ao presidente Kim Young Sam 1994-1995, e vice-primeiro-ministro e ministro das Finanças 1996-1997.
Em abril de 2001, Han foi nomeado Ministro das Relações Exteriores da República da Coréia. Ele foi eleito Presidente da 56ª sessão da Assembleia Geral das Nações Unidas em setembro de 2001.
Após o seu mandato nas Nações Unidas, voltou a entrar na política e foi eleito para a Assembleia Nacional da Coreia em 2002. Antes das eleições, deixou os cargos de Presidente da Assembleia Geral da ONU e Ministro dos Negócios Estrangeiros.
Em 2004, ele foi homenageado como um Cavaleiro Comandante Honorário da Ordem do Império Britânico (KBE) pela Rainha Elizabeth II.
Depois que Lee Myung-bak ganhou a eleição presidencial de dezembro de 2007, ele nomeou Han como primeiro-ministro no final de janeiro de 2008. A nomeação de Han foi aprovada pela Assembleia Nacional em 29 de fevereiro de 2008, com 270 votos a favor e 94 contra. O Partido Democrático Unido, que considerou Han inadequado, atrasou a votação da data inicialmente planejada, 25 de fevereiro, mas acabou decidindo não se opor à indicação de Han após a retirada de três outras indicações ministeriais às quais se opôs.
Devido à controvérsia e protestos em relação a um acordo para importação de carne bovina dos Estados Unidos, Han e seu gabinete ofereceram renúncias em junho de 2008. Lee reformulou o gabinete ligeiramente em 7 de julho, substituindo três ministros, mas mantendo Han e a maior parte de seu gabinete no lugar.
Em dezembro de 2013, Han foi nomeado Enviado Especial para Redução de Risco de Desastres e Água do Secretário-Geral das Nações Unidas, Ban Ki-moon, também servindo como Presidente do Painel de Especialistas de Alto Nível e Líderes sobre Água e Desastres e como membro do Conselho Consultivo do Secretário-Geral para Água e Saneamento. Além disso, Han serviu como Enviado Especial das Nações Unidas sobre Mudança Climática a partir de maio de 2007.